# Australische Hockeynationalmannschaft der Herren

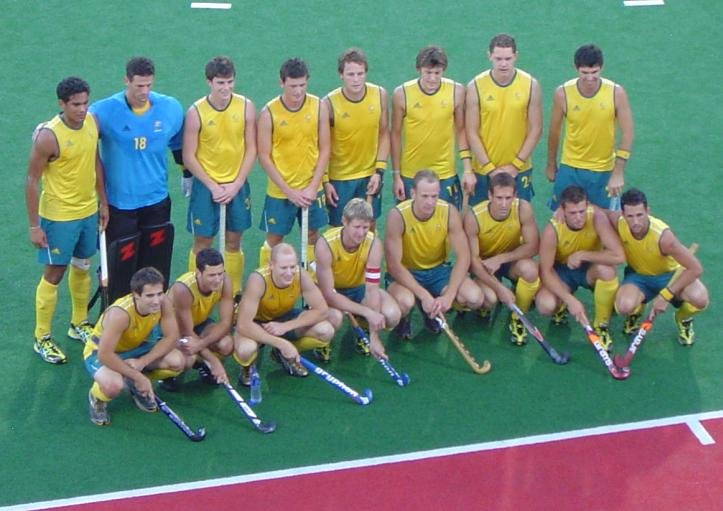
Die australische Auswahl bei den Olympischen Sommerspielen 2008

Die australische Hockeynationalmannschaft der Herren („Kookaburras“) ist eines der erfolgreichsten Hockeyteams. Es ist das einzige australische Team, das in den Olympischen Sommerspielen von 1992 bis 2012 jedes Mal Medaillen gewonnen hat, und das seit 1980 immer in den Top 4 platziert war.
Aktuell (Juni 2025) steht die Nationalmannschaft in der Weltrangliste auf dem Feld auf Rang 5.

## Erfolge

### Olympische Spiele

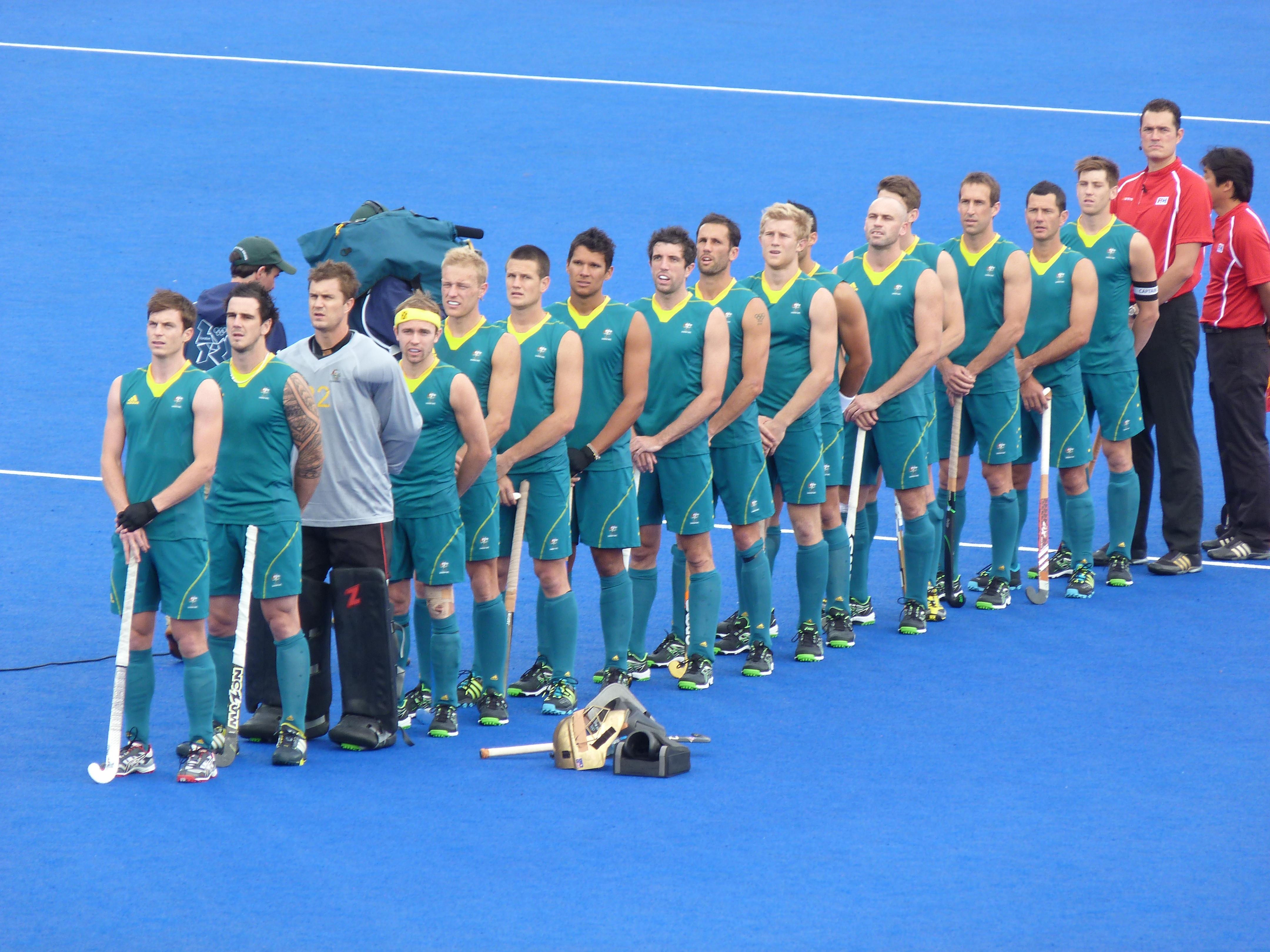
Die Nationalmannschaft bei Olympia 2012

10 Medaillen
Gold
- 2004 Athen

Silber
- 2020 Tokio
- 1992 Barcelona
- Die Nationalmannschaft bei Olympia 20121976 Montreal
- 1968 Mexiko

Bronze
- 2012 London
- 2008 Peking
- 2000 Sydney
- 1996 Atlanta
- 1964 Tokio

### Hockey-Weltmeisterschaften
10 Medaillen
Gold
- 2014 Den Haag
- 2010 Neu-Delhi
- 1986 London

Silber
- 2006 Mönchengladbach
- 2002 Kuala Lumpur

Bronze
- 2018 Bhubaneswar
- 1994 Sydney
- 1990 Lahore
- 1982 Bombay
- 1978 Buenos Aires

### Commonwealth Games
7 Goldmedaillen 
Gold
- 2022 Birmingham
- 2018 Gold Coast
- 2014 Glasgow
- 2010 Delhi
- 2006 Melbourne
- 2002 Manchester
- 1998 Kuala Lumpur

### Champions Trophy
25 Medaillen 
Gold
- 2012 Melbourne
- 2011 Auckland
- 2010 Mönchengladbach
- 2005 Chennai
- 1999 Brisbane
- 1993 Kuala Lumpur
- 1990 Melbourne
- 1989 Berlin
- 1985 Perth
- 1984 Karachi
- 1983 Karachi

Silber
- 2003 Amsterdam
- 2001 Rotterdam
- 1997 Adelaide
- 1995 Berlin
- 1992 Karachi
- 1986 Karachi
- 1982 Amsterdam
- 1981 Karachi
- 1978 Lahore

Bronze
- 2014 Bhubaneswar
- 1998 Lahore
- 1988 Lahore
- 1987 Amsterdam
- 1980 Karachi

## Kader
Für die Olympischen Spiele 2016 in Rio berief Trainer Ric Charlesworth folgenden Kader: (Stand: Juli 2016)

Daniel Beale (Brisbane, QLD), Andrew Charter (TW) (Canberra, ACT), Chris Ciriello (Melbourne, VIC), Matthew Dawson (Central Coast, NSW), Tim Deavin (Launceston, TAS), Jamie Dwyer (Rockhampton, QLD), Matt Gohdes (Rockhampton, QLD), Blake Govers (Wollongong, NSW), Fergus Kavanagh (Geraldton, WA), Mark Knowles (Rockhampton, QLD), Eddie Ockenden (Hobart, TAS), Simon Orchard (Maitland, NSW), Matthew Swann (Mackay, QLD), Glenn Turner (Goulburn, NSW), Jake Whetton (Brisbane, QLD), Tristan White (Wollongong, NSW)
Für die Olympischen Spiele 2012 in London berief Trainer Ric Charlesworth folgenden Kader. (Stand: August 2012)
| Spielername       | Jahrgang | Nummer | Ländersp. | TW/C | Verein                    |
| ----------------- | -------- | ------ | --------- | ---- | ------------------------- |
| Jamie Dwyer       | 1979     | 1      | 278       |      | HC Bloemendaal            |
| Liam de Young     | 1981     | 2      | 277       |      |                           |
| Simon Orchard     | 1986     | 3      | 108       |      |                           |
| Glenn Turner      | 1984     | 4      | 79        |      |                           |
| Chris Ciriello    | 1985     | 5      | 94        |      | Victorian Tigers          |
| Matthew Butturini | 1987     | 8      | 74        |      | NSW Waratahs              |
| Mark Knowles      | 1984     | 9      | 192       | C    | Queensland Blades         |
| Russell Ford      | 1983     | 10     | 103       |      | Melville City Hockey Club |
| Eddie Ockenden    | 1987     | 11     | 161       |      | niederländischer Verein   |
| Joel Carroll      | 1986     | 15     | 56        |      |                           |
| Matthew Gohdes    | 1990     | 16     | 50        |      | Queensland Blades         |
| Tim Deavin        | 1984     | 19     | 47        |      | Tassie Tigers             |
| Matthew Swann     | 1989     | 20     | 76        |      | Queensland Blades         |
| Nathan Burgers    | 1979     | 22     | 87        | TW   | Canberra Lakers           |
| Kieran Govers     | 1988     | 27     | 53        |      | NSW Warrtahs              |
| Fergus Kavanagh   | 1985     | 31     | 146       |      |                           |